# Wokół Księżyca
Wokół Księżyca (fr. Autour de la Lune – jednotomowa powieść Juliusza Verne’a z cyklu Niezwykłe podróże, powstała w 1869 roku. 
Złożona z 21 rozdziałów, jest kontynuacją powieści Z Ziemi na Księżyc i jednocześnie drugą częścią tzw. małej trylogii  Verne'a (Z Ziemi na Księżyc, Wokół Księżyca, Świat do góry nogami).
Jej pierwszy polski przekład ukazał się w odcinkach w 1869, a w postaci książkowej w 1870.

## Treść
Pan Barbicane – prezes Klubu Puszkarzy, zawzięty przeciwnik i rywal Barbicane'a – kapitan Nicoll oraz francuski escentryk Michał Ardan decydują się polecieć na Księżyc. Pojazd z pasażerami wystrzelony z Ziemi nie dociera tam jednak wskutek odchylenia od celu (wskutek zblizenia do nieznanego małego satelity Ziemi). Ostatecznie pojazd okrąża Księżyc, co autorowi stwarza okazję do przedstawienia ówczesnej wiedzy na jego temat. Bohaterowie kosmicznej podróży narażeni są na liczne próby odporności charakteru (dni spędzane w ciemnościach czy upały lub niskie temperatury). Mimo ich starań, pojazd po okrążeniu Księżyca zamiast wylądować na jego powierzchni, zaczyna spadać na Ziemię. Na szczęście spada do oceanu. Ostatecznie załoga jest wyratowana przez statek.

## Ilustracje do powieści
Oryginalne ilustracje do niej (w tym niektóre barwne) wykonali Émile Bayard i Alphonse de Neuville; w galerii poniżej kilkanaście wybranych: 

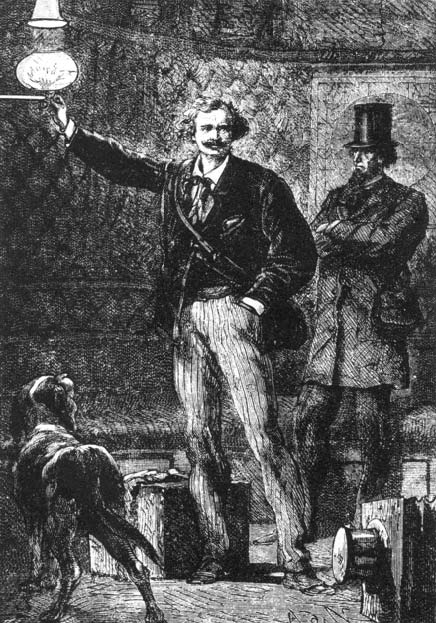
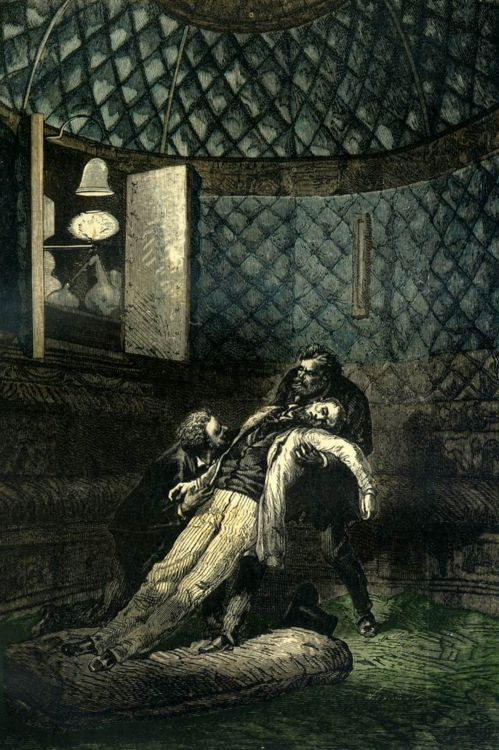
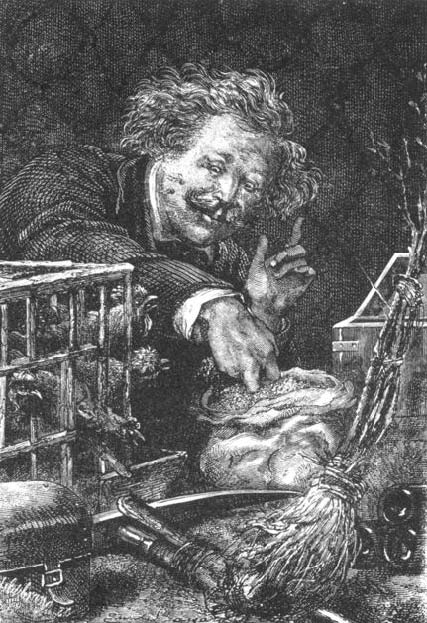
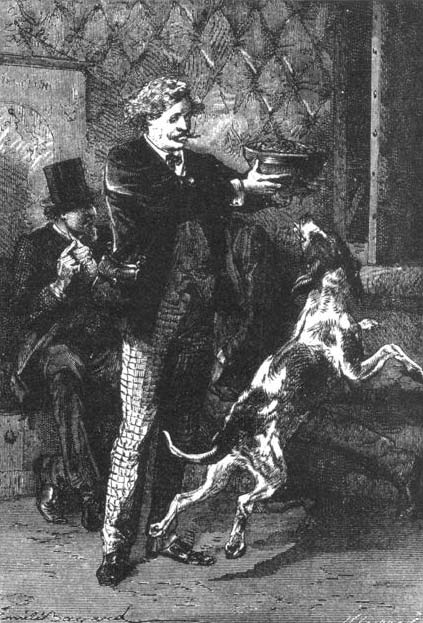
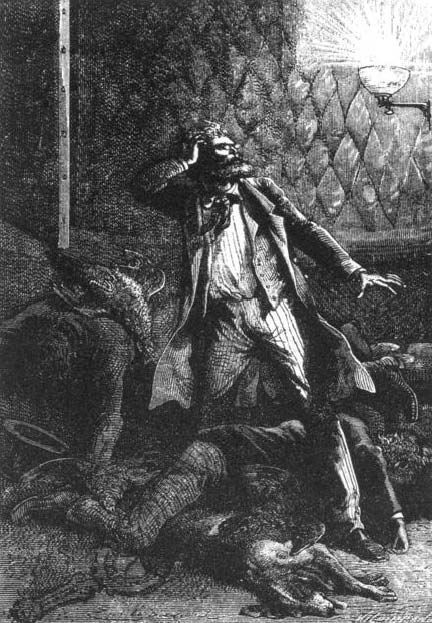
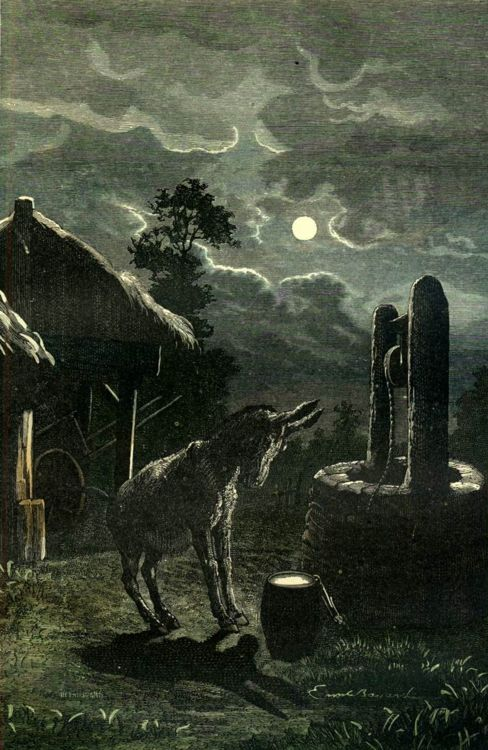
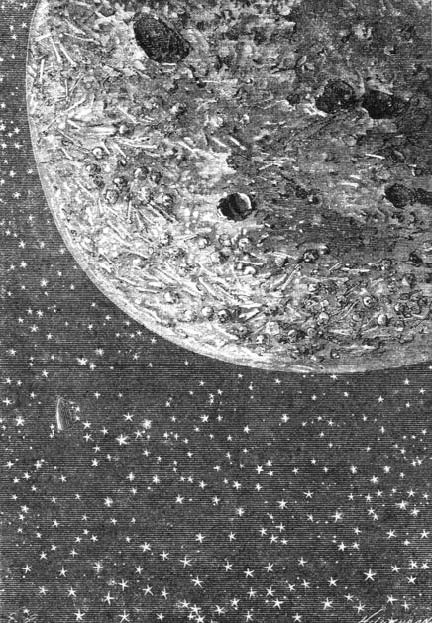
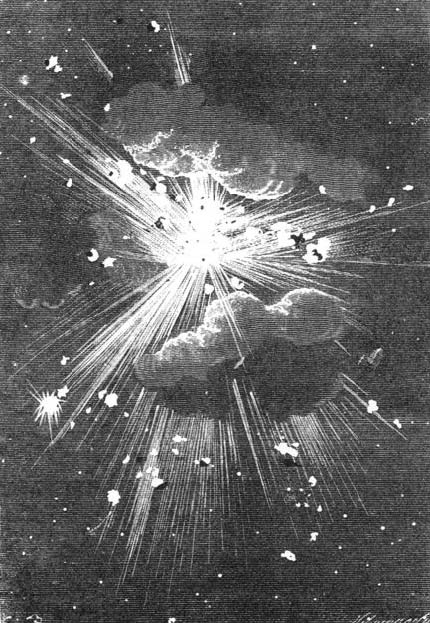
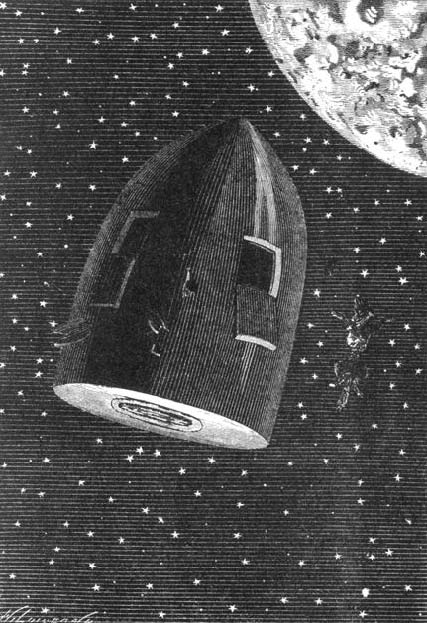
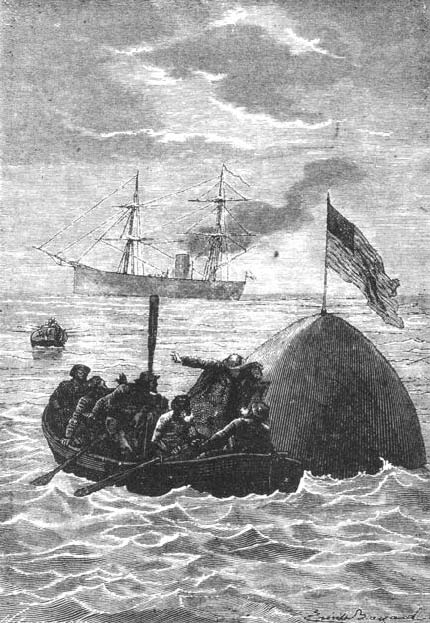
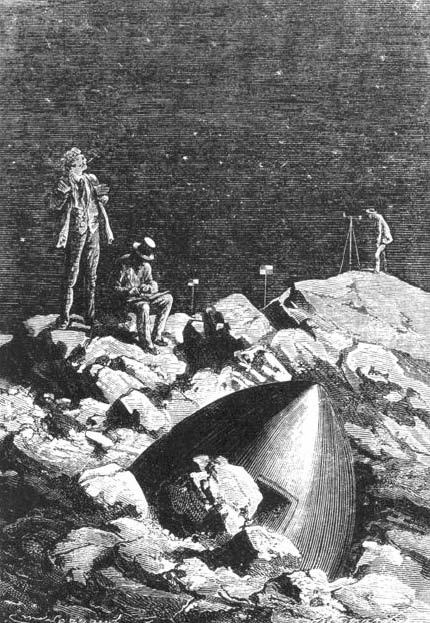
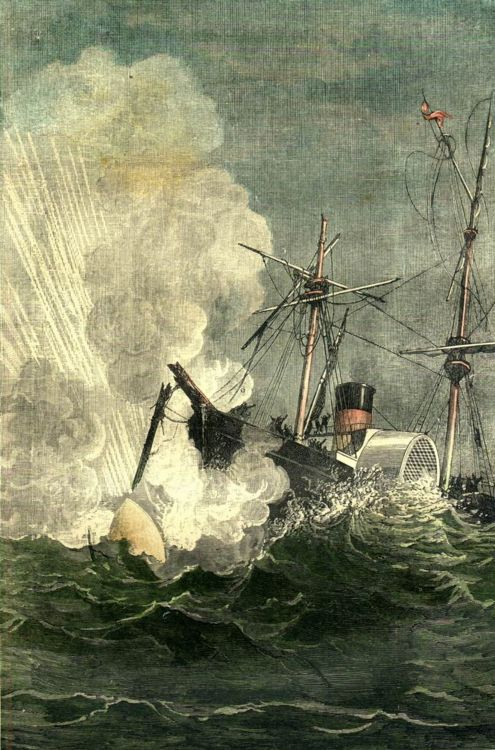